# Municipio de Mount Pleasant (condado de Washington)
El municipio de Mount Pleasant (en inglés: Mount Pleasant Township) es un municipio ubicado en el condado de Washington en el estado estadounidense de Pensilvania. En el año 2000 tenía una población de 3,422 habitantes y una densidad poblacional de 37 personas por km².

## Geografía
El municipio de Mount Pleasant se encuentra ubicado en las coordenadas 40°20′04″N 80°17′54″O / 40.33444, -80.29833.

## Demografía
Según la Oficina del Censo en 2000 los ingresos medios por hogar en la localidad eran de $41,172 y los ingresos medios por familia eran $48,915. Los hombres tenían unos ingresos medios de $35,750 frente a los $22,917 para las mujeres. La renta per cápita para la localidad era de $18,800. Alrededor del 5,3% de la población estaban por debajo del umbral de pobreza.